# Сиреневка (Приморский край)
Сире́невка — посёлок в Надеждинском районе Приморского края, входит в состав Надеждинского сельского поселения.

## География
Посёлок находится на транссибирской магистрали, на которой имеется одноимённая железнодорожная платформа, на расстоянии 9 км от села Вольно-Надеждинское, административного центра района, и 45 км от города Владивосток, административного центра края. Абсолютная высота — 88 м над уровнем моря.

## История
До 1972 года железнодорожная платформа и посёлок носили название Пачихеза.

## Население
| 2002 | 2005 | 2008 | 2010 |
| ---- | ---- | ---- | ---- |
| 92   | ↗103 | ↘99  | ↗100 |

## Улицы
| - пер. Дачный, - ул. Железнодорожная, | - ул. Заречная, - ул. Черёмуховая. |

## Инфраструктура
Основная часть домов в посёлке используется местными жителями как дачи.